# 紫尾山
紫尾山（しびさん）は鹿児島県の出水市と薩摩郡さつま町に跨る出水山地（紫尾山地）の山である。標高は1,067mであり北薩地域（旧薩摩国北部）の最高峰である。

## 地理
出水山地の中でも抜きん出て標高が高いため、山頂付近の植生が周辺地域とは異なっている。ブナ、アカガシ、モミなどの天然林があり、「林木遺伝資源保存林」に指定されている。
山頂までは堀切峠（国道504号）からの林道が通じている。

## 歴史
山名の由来には2説ある。
- 継体天皇の時代に山中で修行をしていた空覚上人という僧侶が、夢の中に現れた神のお告げを得て翌朝山頂に立った際、山頂から麓へ向かって紫の雲がたなびく様子を見て名付けたとする説。但し、継体天皇の時代に仏教は日本へ伝わっていなかったことから時代を疑問視する見方もある。(参考：日本の仏教）
- 秦の使者徐福が皇帝に命ぜられ不死の薬を探すためにここを訪れた際、紫の紐を献じたことから名付けられたとする説。

空覚上人によって頂上に「上宮権現」と呼ばれる小さな社が建てられ、山麓に「紫尾山祁答院神興寺」と「紫尾山三所権現（後の紫尾神社）」が創建された。社の名にちなんで上宮嶽、あるいは上宮山とも呼ばれていた。紫尾山は西州の高野山といわれ、遺骨・遺毛などが山中に納められ、また修験の徒が多数入山して西州の大峯と称されて西国有数の入峯修練の大道場となるほどの規模を誇っていた。「神興寺」は後に12の坊舎を持つ天台宗の大寺院となったが、天正年間に戦乱のため荒廃した。

## 植生
紫尾山の固有種にシビイヌワラビ、シビカナワラビ、シビイタチシダがある。
シビイタチシダ（Dryopteris shibipedis）は1962年に紫尾山麓登尾の人家の石垣で発見された種だったが、失われ、2007年版環境省レッドリストでEX（栽培も含めて絶滅）となっていたが、筑波実験植物園に栽培株が生存していることが判明しDNA情報の解析が行われた。

## 中継局
紫尾山頂には鹿児島県内を放送対象地域とするテレビ局・FM局の中継局を始めとして各種中継局が設置されており、北薩地区の基幹中継局の役目を果たしている。薩摩郡さつま町（旧宮之城町）と出水市（旧市・旧高尾野町）にまたがる。
テレビ・FM放送局の中継局の名称としては一般に阿久根中継局と呼称される。紫尾山中継局や川内出水中継局（NHKラジオ第1放送のFM補完中継局）の用例もみられるほか、イー・モバイルはさつま平川局（現地表記）、移動無線センター 九州センター（800MHz帯デジタルMCA、第三者無線を参照）は川内（公式サイト・報道発表）としている。

### 放送局（阿久根中継局）

#### 地上デジタルテレビジョン放送

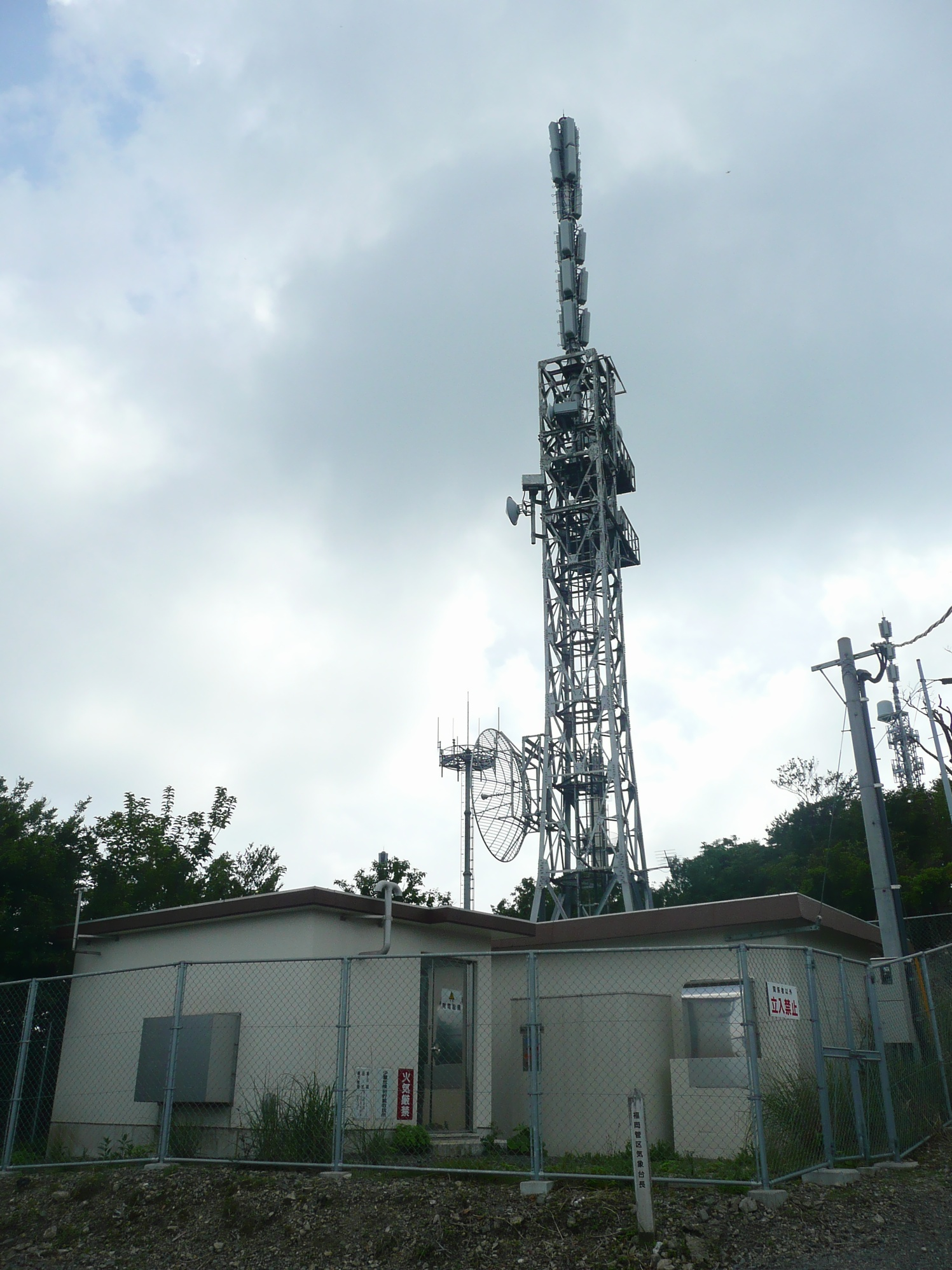
民放各社の阿久根デジタルテレビ中継局、KTS・KYTの阿久根アナログテレビ中継局（2009年撮影）

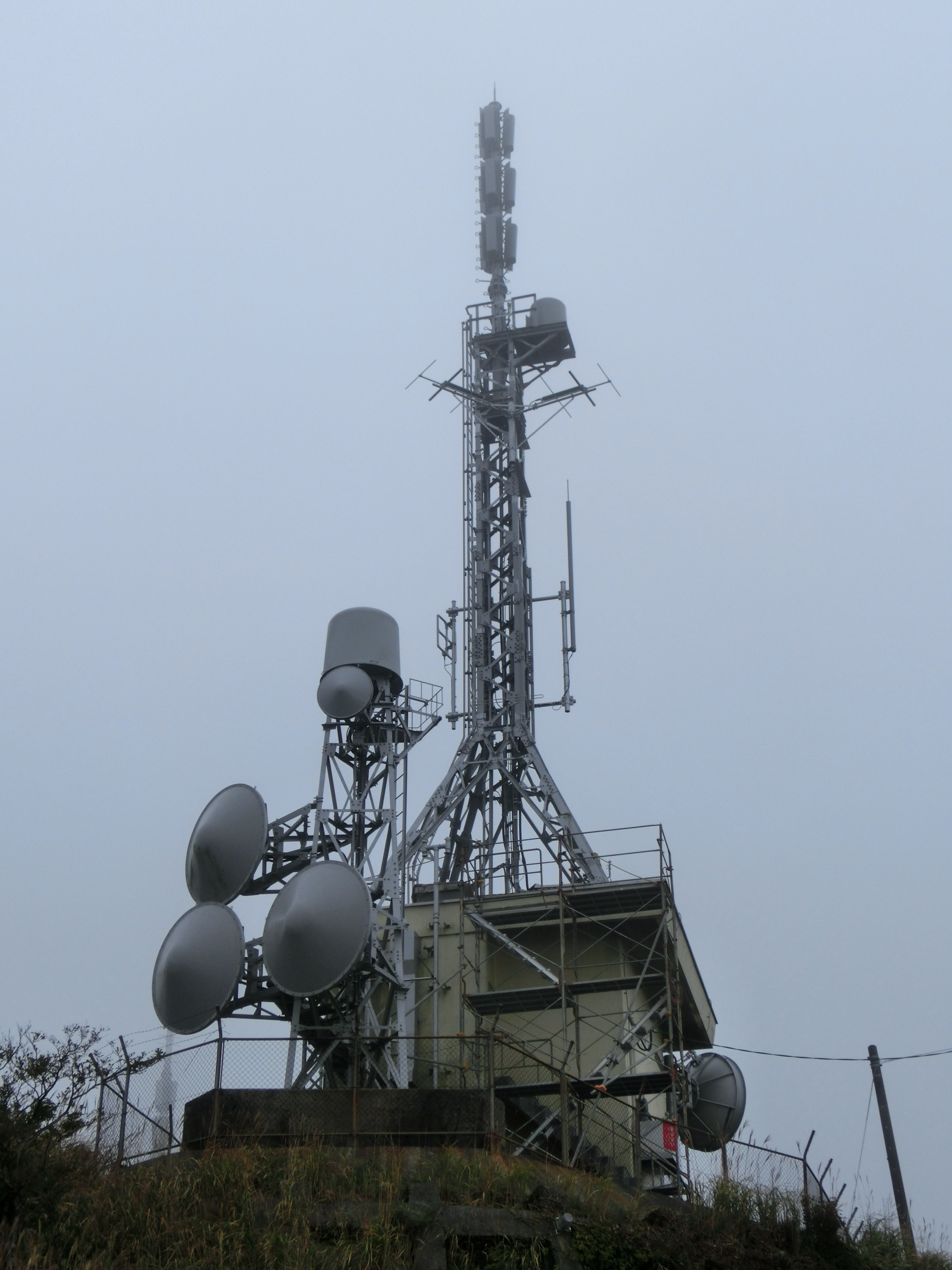
NHK総合・教育（Eテレ）の阿久根デジタルテレビ中継局、ラジオ第1の川内出水FM補完中継局（2019年撮影）

2007年（平成19年）7月30日に九州総合通信局より阿久根中継局に地上デジタルテレビジョン放送の放送予備免許が交付され、同年9月20日の14時に試験放送を、同年10月1日に本放送を開始した。
受信地域は出水市・阿久根市・薩摩川内市・いちき串木野市・南さつま市・伊佐市・薩摩郡さつま町の各一部。UHFパラスタックアンテナの使用次第では熊本県水俣市や熊本県北部の一部、福岡県筑後地区、佐賀県南部、長崎県島原地区でも受信できる場合がある。
| ID | 放送局名             | 物理 チャンネル | 空中線 電力 | ERP  | 放送対象地域 | 放送区域 内世帯数 | 偏波面   | 運用開始日     |
| -- | -------------------- | --------------- | ----------- | ---- | ------------ | ----------------- | -------- | -------------- |
| 1  | MBC 南日本放送       | 25              | 30W         | 250W | 鹿児島県     | 81,653世帯        | 垂直偏波 | 2007年 10月1日 |
| 2  | NHK 鹿児島教育       | 13              | 30W         | 220W | 全国         | 81,653世帯        | 垂直偏波 | 2007年 10月1日 |
| 3  | NHK 鹿児島総合       | 15              | 30W         | 220W | 鹿児島県     | 81,653世帯        | 垂直偏波 | 2007年 10月1日 |
| 4  | KYT 鹿児島讀賣テレビ | 19              | 30W         | 250W | 鹿児島県     | 81,653世帯        | 垂直偏波 | 2007年 10月1日 |
| 5  | KKB 鹿児島放送       | 14              | 30W         | 250W | 鹿児島県     | 81,653世帯        | 垂直偏波 | 2007年 10月1日 |
| 8  | KTS 鹿児島テレビ放送 | 21              | 30W         | 250W | 鹿児島県     | 81,653世帯        | 垂直偏波 | 2007年 10月1日 |

#### アナログテレビ放送
MBCは1963年（昭和38年）12月1日に、KTSは1970年（昭和45年）3月7日に、KKBは1982年（昭和57年）10月1日に、KYTは1994年（平成6年）4月1日にそれぞれ開局。全局2011年（平成23年）7月24日をもって運用終了。
| チャンネル | 放送局名             | 空中線 電力       | ERP                 | 放送対象地域 | 放送区域 内世帯数 | 偏波面   | 放送 終了日    |
| ---------- | -------------------- | ----------------- | ------------------- | ------------ | ----------------- | -------- | -------------- |
| 8          | NHK 鹿児島総合       | 映像100W /音声25W | 映像320W /音声81W   | 鹿児島県     | 約-世帯           | 垂直偏波 | 2011年 7月24日 |
| 10         | MBC 南日本放送       | 映像100W /音声25W | 映像400W /音声99W   | 鹿児島県     | 約-世帯           | 垂直偏波 | 2011年 7月24日 |
| 12         | NHK 鹿児島教育       | 映像100W /音声25W | 映像320W /音声81W   | 全国         | 約-世帯           | 垂直偏波 | 2011年 7月24日 |
| 17         | KYT 鹿児島読売テレビ | 映像300W /音声75W | 映像2.5kW /音声620W | 鹿児島県     | 約-世帯           | 垂直偏波 | 2011年 7月24日 |
| 23         | KKB 鹿児島放送       | 映像300W /音声75W | 映像2.4kW /音声590W | 鹿児島県     | 約-世帯           | 垂直偏波 | 2011年 7月24日 |
| 35         | KTS 鹿児島テレビ放送 | 映像300W /音声75W | 映像2.5kW /音声620W | 鹿児島県     | 約-世帯           | 垂直偏波 | 2011年 7月24日 |

- ERPなどのデータは2008年1月時点の無線局免許状等情報に基づく。

※KKBとKYTに割り当てられていた当中継局のチャンネルはアナログ放送終了後、そのまま引き継がれる形で2011年12月1日に開局した阿久根西目中継局の送信チャンネルとして割り当てられた。

#### FMラジオ放送送信設備

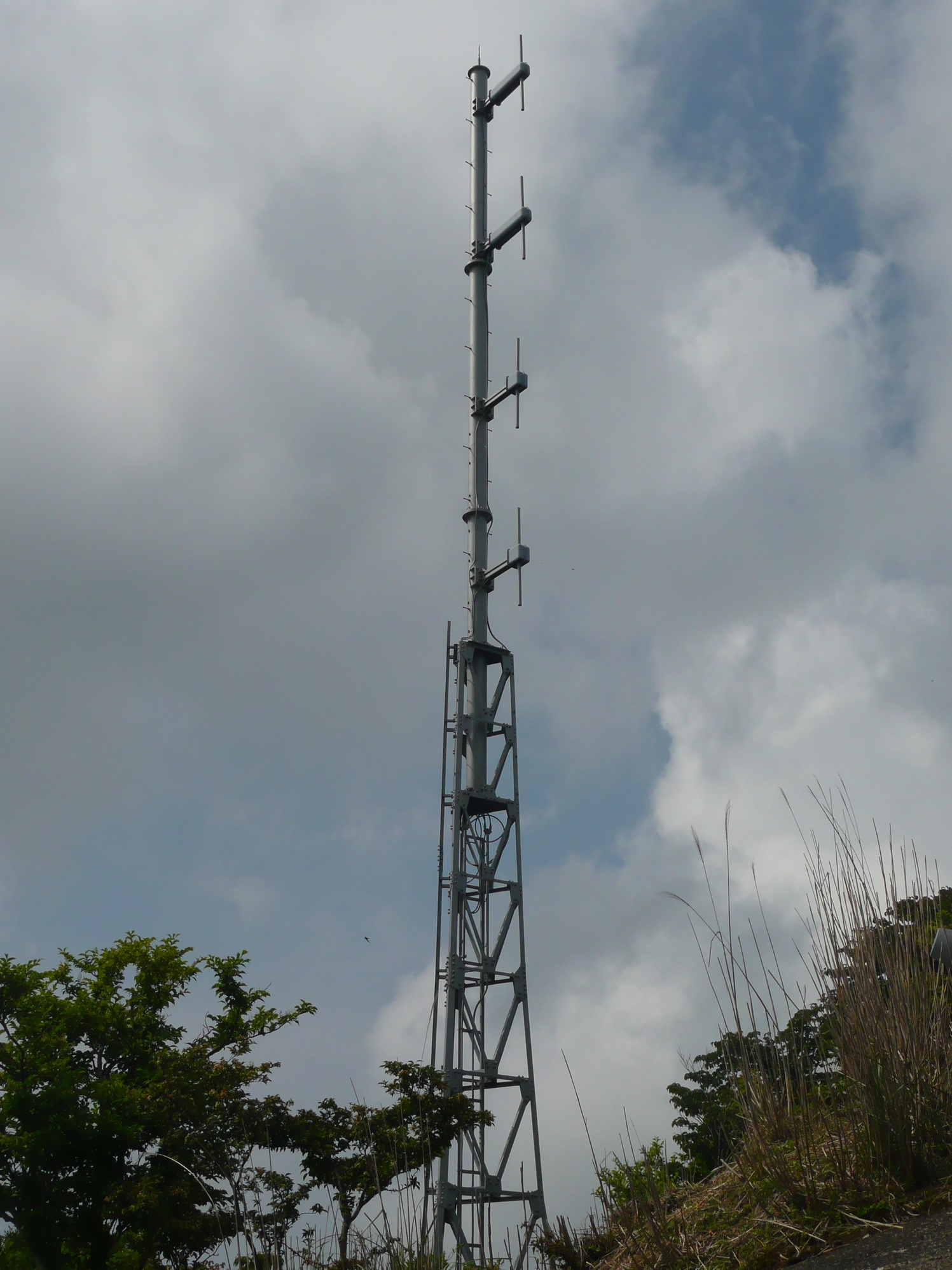
NHK-FMとμFMの中継局（2009年撮影）

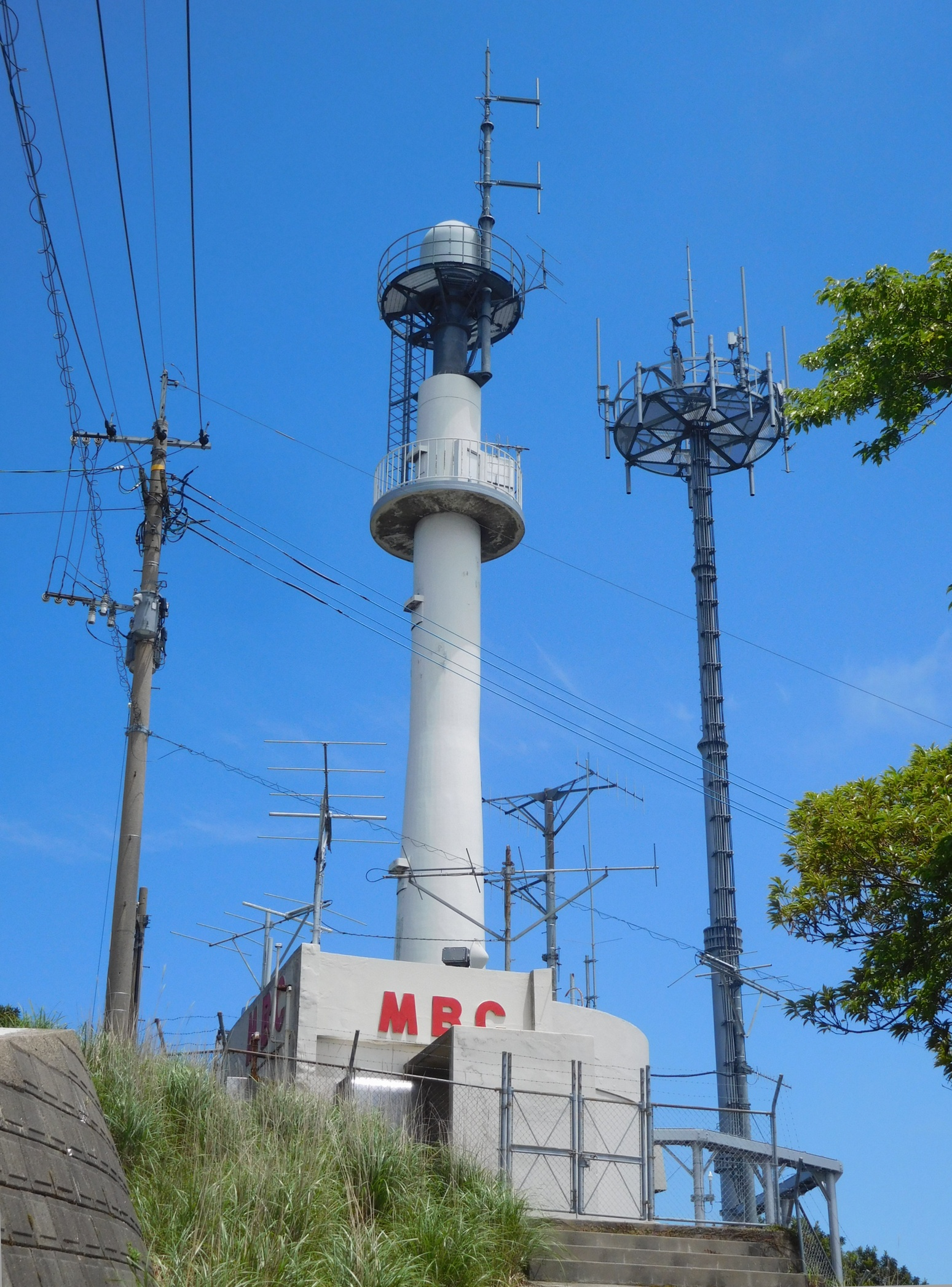
MBCラジオの中継局（2017年撮影、元アナログテレビ塔）

MBCラジオの阿久根FM補完中継局は2015年（平成27年）10月14日に免許交付、11月1日本放送開始。NHKラジオ第1放送の川内出水FM補完中継局は2019年12月9日に本放送開始。
「阿久根中継局」（NHK-FM放送・FM鹿児島・MBCラジオ）と「川内出水中継局」（NHKラジオ第1放送）では放送エリアが異なる。「阿久根中継局」は北薩地方に加え南東の姶良市や霧島市などもエリアに含めているが、「川内出水中継局」はその名の通り出水市（北）と薩摩川内市（南南西）に指向性を持たせ、東から南東方向には抑制されたエリア設定となっている。なお「南東」の延長線上に位置する大隅半島の大崎町には、コミュニティ放送局のおおさきFMが川内出水中継局と同一周波数の89.9 MHzで2022年に開局している。
| 周波数 （MHz） | 放送局名                    | 空中線電力 | ERP  | 放送対象地域 | 放送区域内世帯数 |
| -------------- | --------------------------- | ---------- | ---- | ------------ | ---------------- |
| 80.5           | エフエム鹿児島 （μFM）      | 100W       | 195W | 鹿児島県     | 約-世帯          |
| 83.7           | NHK鹿児島 FM                | 100W       | 200W | 鹿児島県     | 約-世帯          |
| 89.9           | NHK鹿児島 R1                | 100W       | 195W | 鹿児島県     | 約-世帯          |
| 93.7           | MBC南日本放送 （MBCラジオ） | 100W       | 250W | 鹿児島県     | 約-世帯          |

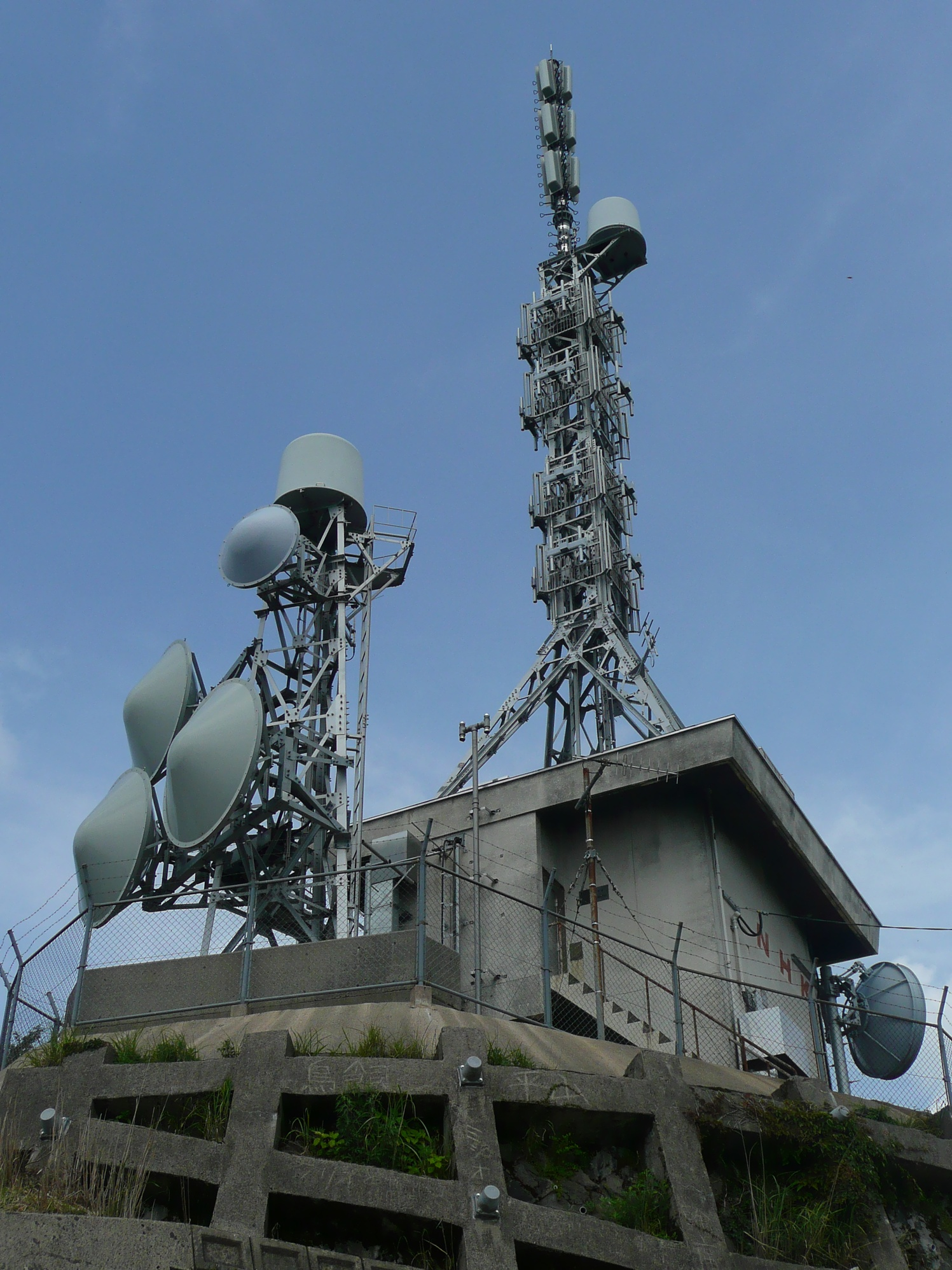
阿久根テレビ中継放送所（NHK、2009年撮影） 中部にあるアナログテレビ用（VHF帯）の送信アンテナはラジオ第1放送のFM補完中継局（VHF帯）用の八木アンテナに取り換えられている
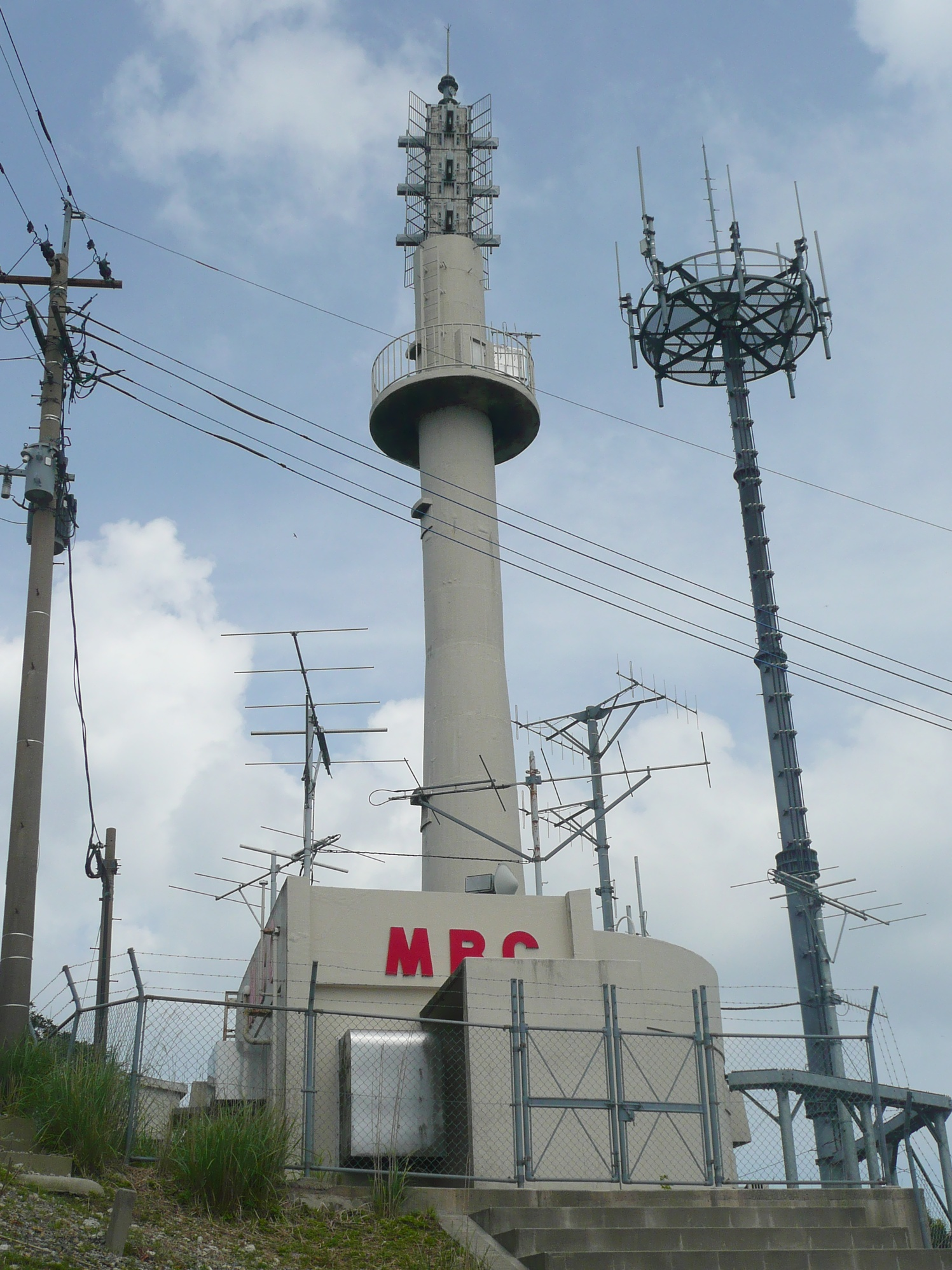
MBC南日本放送（アナログテレビ、2009年撮影） 最上部にある送信アンテナはFM補完中継局用のアンテナに取り替えられている
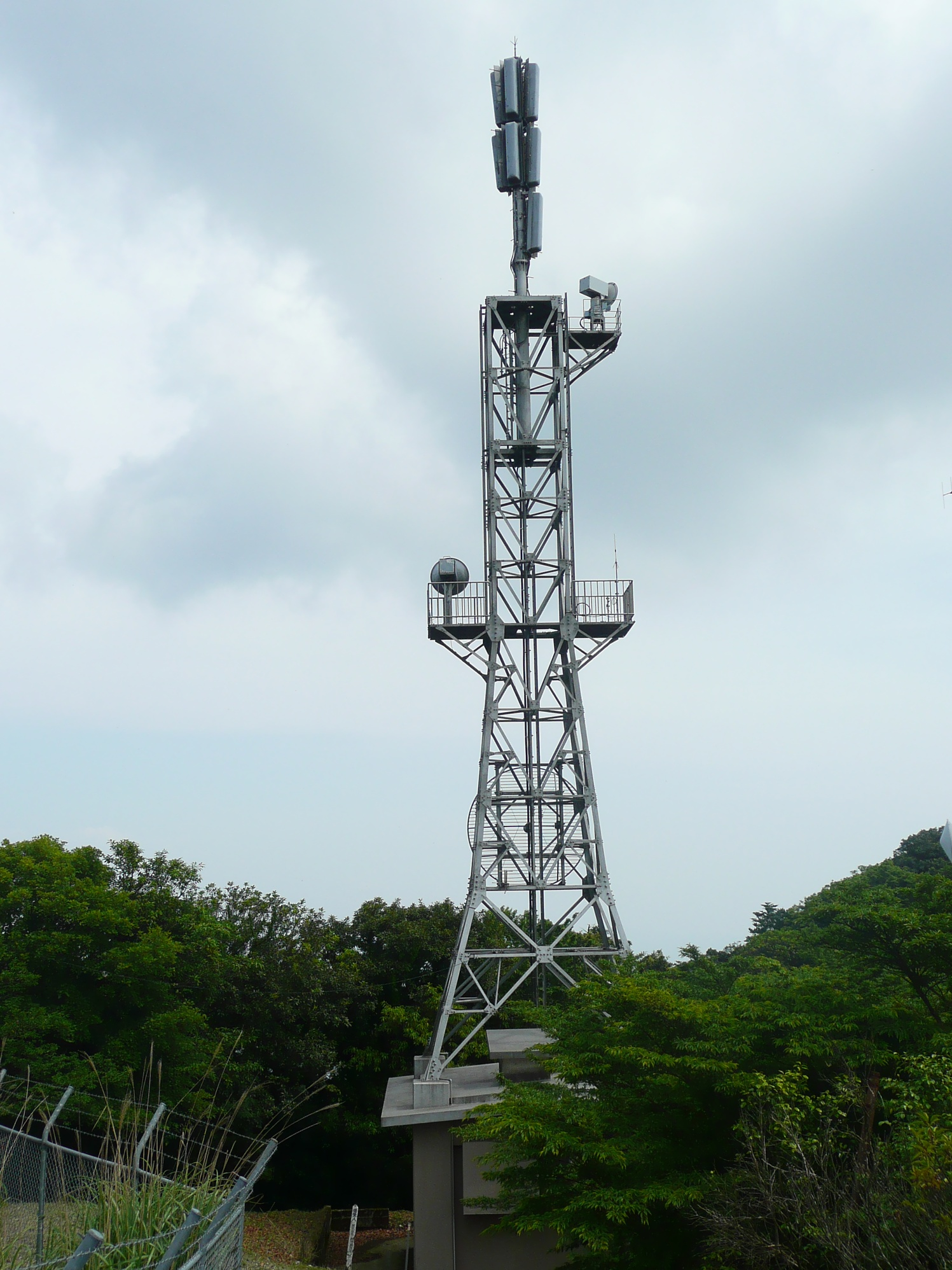
KKB鹿児島放送（アナログテレビ、2009年撮影）

### 道路関連
- 北薩横断道路
  - 北薩トンネル
- 国道328号
- 国道504号
- 堀切峠

### 放送局関連
その他の鹿児島県内の送信所についてはCategory:鹿児島県の放送送信所を参照。
- 鹿児島親局テレビ・FM放送所 - 鹿児島県のテレビ・FM局の親局の説明。
- 隼人ラジオ放送所 - 鹿児島県のAM局の親局の説明。